# Dipsacaster antillensis
Dipsacaster antillensis is een kamster uit de familie Astropectinidae.
De wetenschappelijke naam van de soort werd in 1968 gepubliceerd door Halpern.